# Херман IV фон Фробург-Хомберг
Херман IV фон Фробург-Хомберг (на немски: Hermann IV von Froburg-Homberg; * 1230; † 15 май 1253) е граф на Фробург в Золотурн, Швейцария, и на Хомберг, родоначалник на клона „Фробург-Хомберг“.

## Произход
Той е син на граф Лудвиг III фон Фробург (* ок. 1196; † ок. 1256/1259) и съпругата му Гертруда фон Хабсбург (* 1223; † сл. 3 септември 1242), дъщеря на граф и ландграф Рудолф II фон Хабсбург Добрия († 1232) и Агнес фон Щауфен-Брайзгау (* 1165/1170 † пр. 1232). Майка му Гертруда е леля на крал Рудолф I фон Хабсбург († 1291). Роднина е с род Хоенщауфен.
Брат е на Хартман фон Фробург († 1281/1285), граф на Фробург, Рудолф фон Фробург († 1272), свещеник в Онолдсвил, хорхер в Базел и Констанц, граф Лудвиг IV фон Фробург († сл. 1257), и на Гертруд († 1274).

## Брак и потомство
Херман IV фон Фробург-Хомберг се жени за ... фон Тирщайн-Хомберг, единствена дъщеря и наследница на граф Вернер III фон Хомберг († сл. 1223). Те имат четири деца:
- дъщеря Анна? († 1281), омъжена за Хайнрих II фон Раполтщайн († сл. 1275), от когото има пет деца.
- Вернер I фон Хомберг (* 1254; † 6 февруари 1273), граф на Хомберг, женен за Кунигунда († 20 септември), от която има един син и една дъщеря: Херман II фон Хомберг (* 1275 † 19 ноември 1303), граф на Хомберг и Ита фон Хомберг (* 1284 † 19 март 1328)
- Лудвиг I фон Хомберг († 27 април 1289 в битката при Шосхалде, погребан във Ветинген), граф на Хомберг и господар на Раперсвил, жени се пр. 10 януари 1283 г. за Елизабет фон Раперсвил (* 1251/1261 † 10 април 1309), дъщеря на Рудолф (III) фон Раперсвил, граф на Раперсвил и съпругата му Мехтилда фон Нойфен, от която има трима сина и три дъщери: Вернер II фон Хомберг (* 1284 † 21 март 1320 в Италия), граф на Хомберг, Сесилия фон Хомберг († 1338), приореса на манастира в Йотенбах, Анна фон Хомберг (сл. 30 януари 1286[3]), Рудолф фон Хомберг († 14 януари 1304/ 25 октомври 1306), Лудвиг (Лудолф) II фон Хомберг (* 1293 † 1315), граф на Хомберг и Клара фон Хомберг († сл. 18 май 1313[3])
- Фридрих фон Хомберг († 8 февруари пр. 1285 или пр. ноември 1284[3]), граф на Хомберг, женен за ?, от която има синове.